# جوخه مارمولک
جوخه مارمولک نام گروه هکر کلاه سیاهی است که بخاطر حملات محروم‌سازی از سرویس (DDoS) به انواع بازی‌های مشهور و وب‌سایت‌های بزرگ مشهور است.
در سوم سپتامبر ۲۰۱۴ بود که این گروه خبر انحلال خود را منتشر کرد، اما سپس برای بازگشت مجدد، مسئولیت حمله به وب‌سایت‌های بزرگی را بر عهده گرفت.

## هک‌های مشهور

### هک شبکه پلی‌استیشن
در ۲۴ اوت ۲۰۱۴ شبکه پلی‌استیشن به حالت آفلاین رفت که مسئولیت این کار را گروه هک جوخه مارمولک به عهده گرفت.
در هشتم دسامبر همان سال، شبکه پلی‌استیشن مجدداً مورد حمله این گروه قرار گرفت. در مدت زمان هک، هر شخصی که تلاش برای دسترسی به فروشگاه پلی‌استیشن می‌کرد با پیغام «Page Not Found! It's not you. It's the internet's fault.» روبه‌رو می‌شد.

### هک ایکس‌باکس
در اول دسامبر ۲۰۱۴ جوخه مارمولک به ایکس‌باکس لایو حمله کرد و تمامی کسانی که قصد دسترسی به آن را داشتند را با پیغام خطا مواجه گردانید.

### کره شمالی
در ۲۲ دسامبر ۲۰۱۴ شبکه اینترنت در کره شمالی به حالت آفلاین رفت که بر اثر حملات DDoS این اتفاق افتاد. جوخه مارمولک مسئولیت ان حمله را پذیرفت. اینترنت کره شمالی روز بعد مجدداً راه‌اندازی شد.

### حملات روز کریسمسی
جوخه مارمولک پیش‌تر تهدید کرده بود که در کریسمس به سرویس‌های بازی حمله خواهد کرد.
در ۲۵ دسامبر ۲۰۱۴ (روز کریسمس) مدعی پیاده‌سازی حمله DDoS علیه ایکس‌باکس و پلی‌استیشن شد. این حملات در ۲۶ دسامبر متوقف شد.

### فیسبوک و اینستاگرام
در ۲۶ ژانویه ۲۰۱۵ شبکه‌های اجتماعی فیس‌بوک و اینستاگرم برای مدتی از دسترس کاربران خارج شده بودند. دو نرم‌افزار تیندر و هیپ‌چت هم در ادامه به حالت آفلاین درآمدند. جوخه مارمولک با ارسال مطلبی در توییتر مسئولیت این حمله را قبول کرد.

## تهدید بمب
در ۲۴ اوت ۲۰۱۴ گروه جوخه مارمولک مدعی شد در یک هواپیما متعلق به امریکن ایرلاینز که یکی از مدیران ارشد شرکت سونی در آن است، بمبی جاگذاری شده‌است.